# داگالد جکسن
داگالد جکسن (انگلیسی: Dugald C. Jackson; ۱۳ فوریهٔ ۱۸۶۵ – ۱ ژوئیهٔ ۱۹۵۱) یک دانشمند بود.
وی همچنین برندهٔ جوایزی همچون مدال ادیسون انجمن مهندسان برق و الکترونیک شده است.